# Henri-Pierre Picou
Henri-Pierre Picou (n. 27 februarie 1824, Nantes, Franța – d. 16 iulie 1895, Nantes, Franța) a fost un pictor francez. Lucrările sale a început cu portrete și subiecte istorice clasice, dar mai târziu a trecut la teme alegorice și mitologice.
A fost pictor academic și unul dintre fondatorii școlii neo-grec, alături de prietenii săi apropiați Gustave Boulanger⁠(d), Jean-Léon Gérôme și Jean-Louis Hamon, de asemenea pictori academicieni. Toți au studiat în atelierele lui Paul Delaroche și mai târziu a lui Charles Gleyre. Stilul lui Picou a fost influențat vizibil de Gleyre. În timp ce restul grupului a pictat în general subiecte clasice și mitologice, Picou a primit și comenzi pentru fresce religioase mari de la multe biserici, inclusiv Église Saint-Roch.

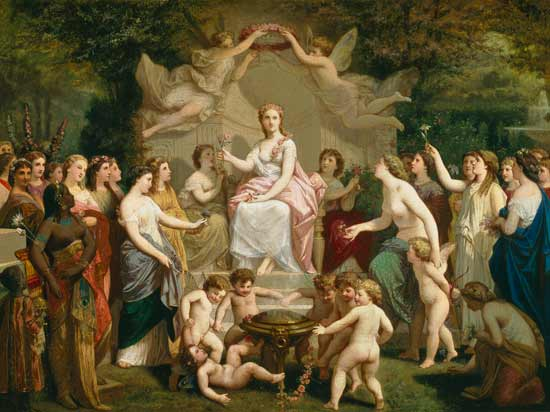
Alegoria primăverii a lui Picou, pictată în 1871, găzduită acum la Museo Nazionale del Bargello.

Debutul său artistic a avut loc la Salon⁠(d) în 1847. În anul următor, a primit o medalie clasa a doua pentru pictura sa, Cléopâtre et Antoine sur le Cydnus. Cunoscută și sub numele de Cleopatra sur Cydnus, este în mod obișnuit considerată capodopera lui Picou. Despre această expoziție de la Salonul din 1848 a scris criticul Théophile Gautier, care a considerat că subiectul este prea ambițios, dar a spus și că „Așa cum este, ea oferă cea mai bună speranță pentru viitorul tânărului artist și se află printre cele șapte sau opt cele mai importante tablouri ale Salonului”. În 1875, pictura a fost expusă la New York, iar ulterior a fost expusă la o galerie de artă privată din San Francisco.

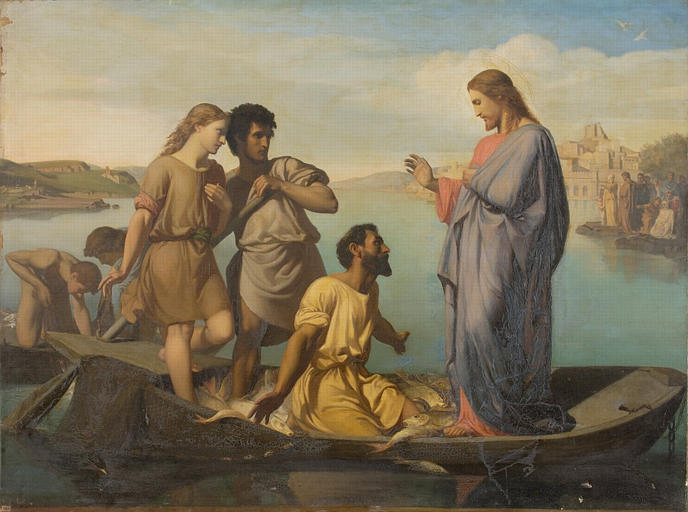
La Pêche miraculeuse

Picou a deținut un atelier mare la Paris, pe Boulevard de Magenta, care i-a oferit spațiu pentru a lucra la frescele sale imense. Popularitatea sa a continuat să crească și a câștigat al doilea Prix de Rome în 1853 pentru pictura sa, Jésus chassant les vendeurs du Temple (Cămătarii alungați din templu) și o altă medalie de clasa a doua pentru pictura sa de Salon în 1857. De la debutul său în 1847, a fost un obișnuit al Salonului, fiind prezent aproape în fiecare an până la ultima sa expoziție în 1893. El a fost numit cel mai la modă pictor spre sfârșitul celui de-al Doilea Imperiu Francez.

## Galerie

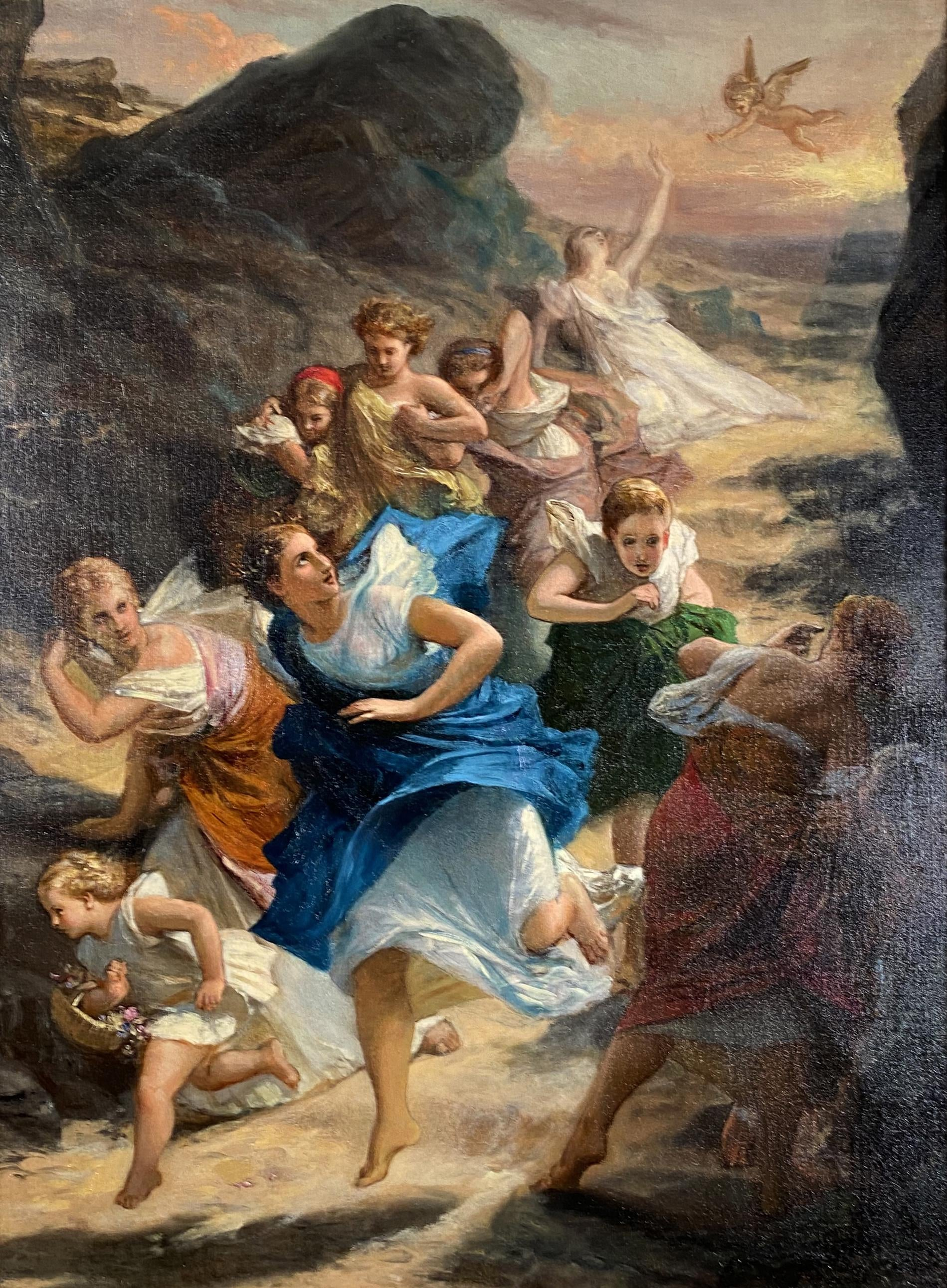
Evadarea
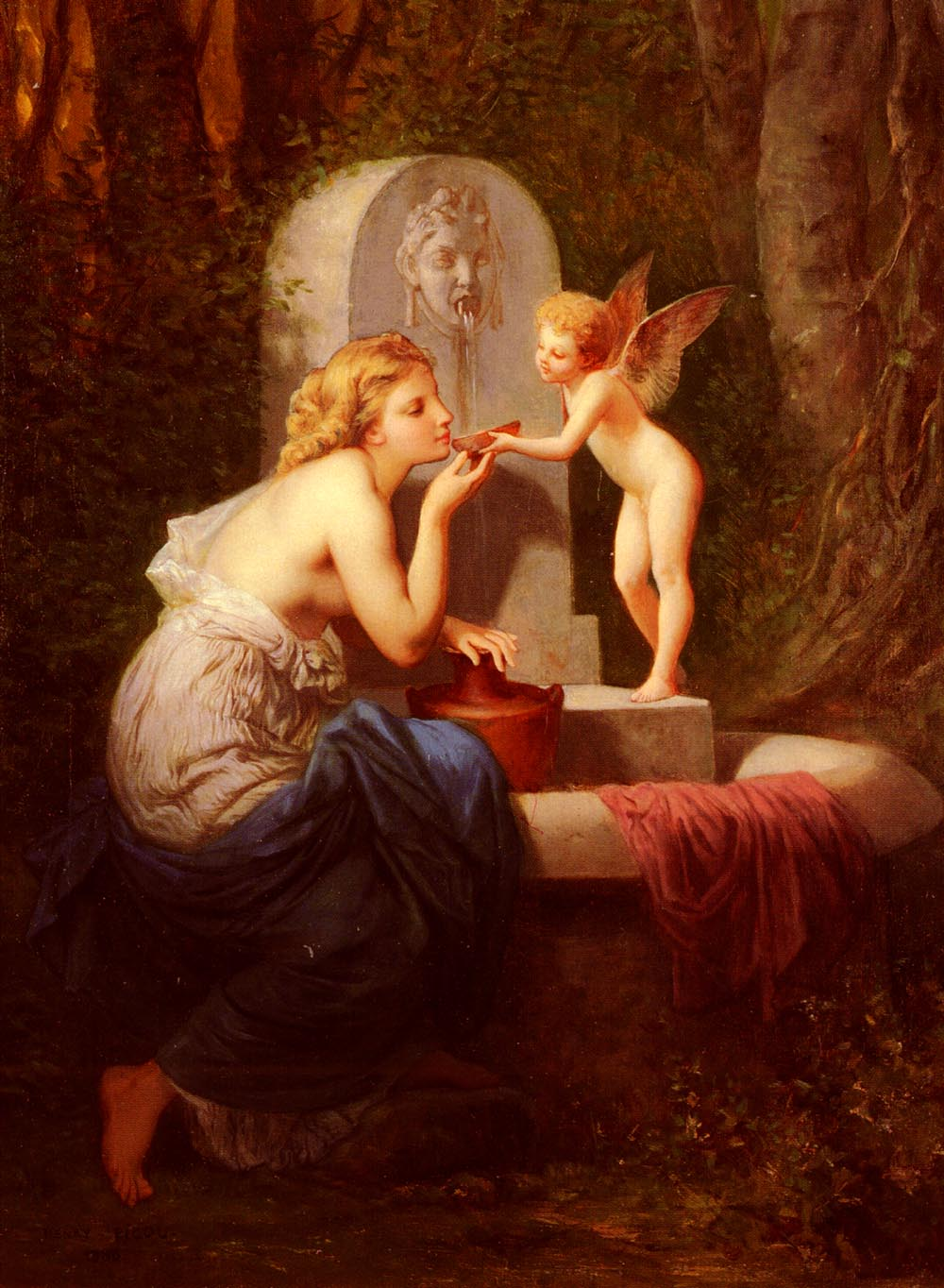
La fântână (1880)
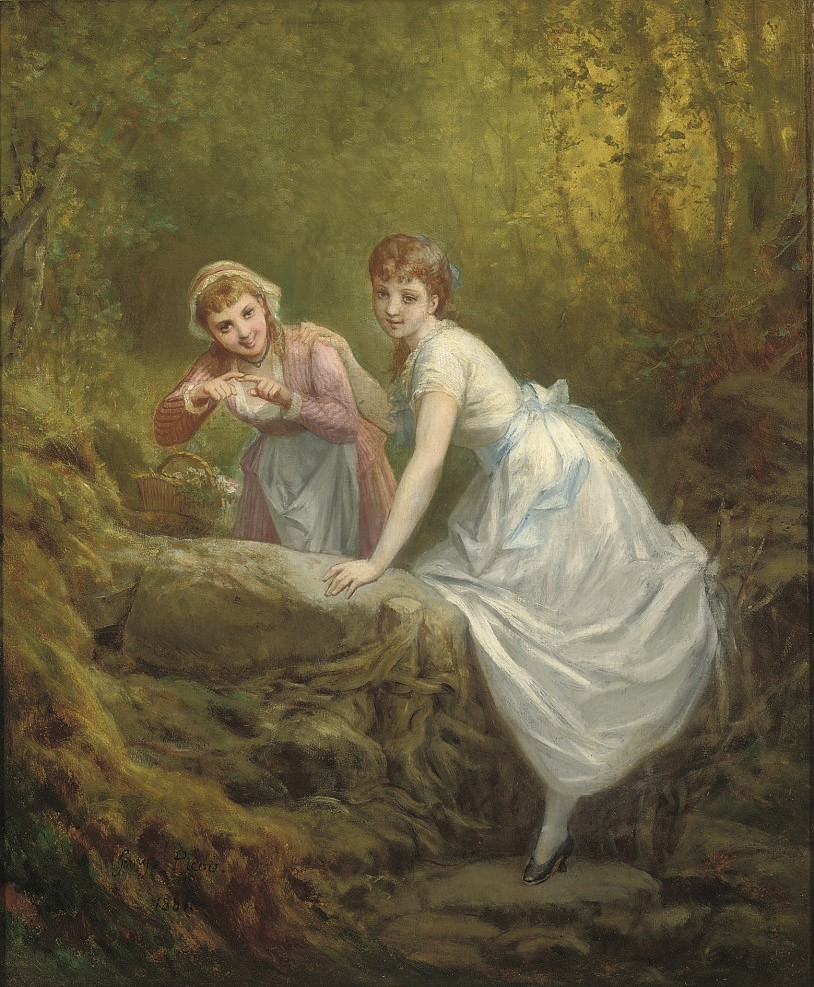
Culegătorii de flori (1881)
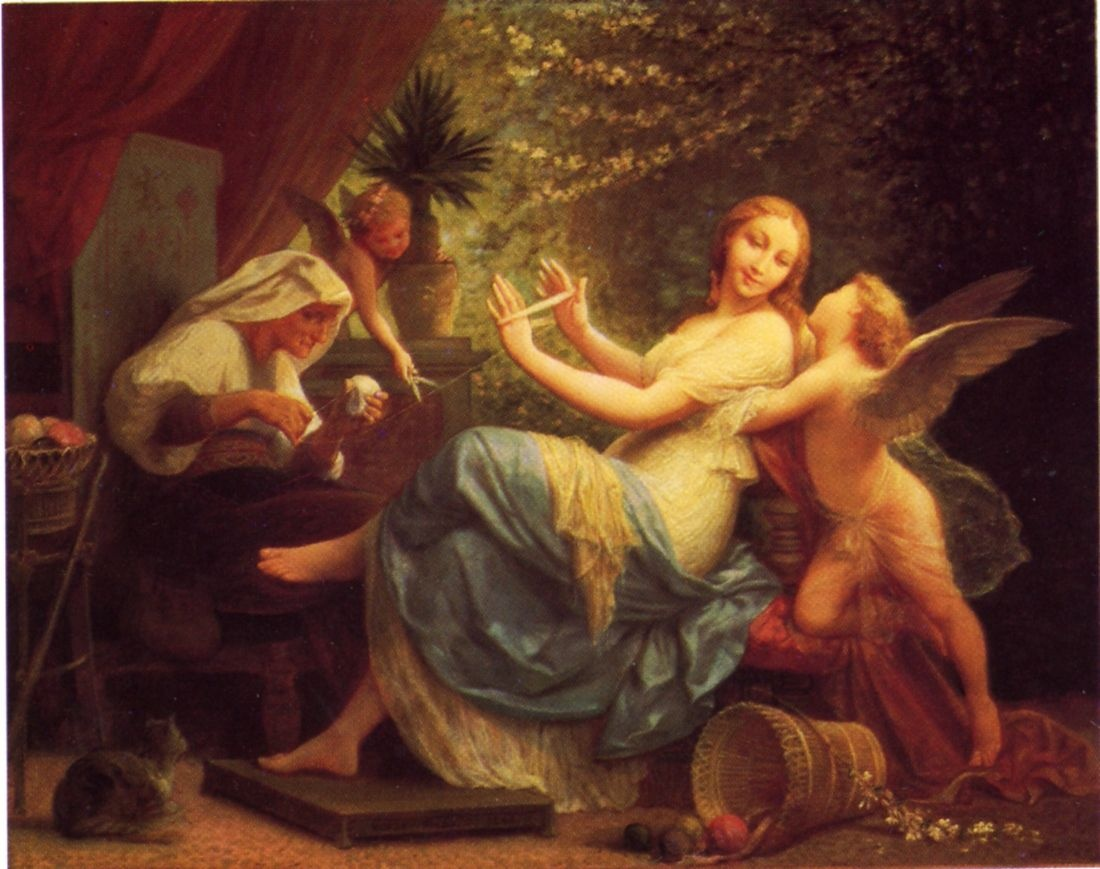
Inocența sedusă de dragoste (1886)